# Gran Premio de Cataluña de Motociclismo de 2004
El Gran Premio de Cataluña de Motociclismo de 2004 fue la quinta prueba del Campeonato del Mundo de Motociclismo de 2004. Tuvo lugar en el fin de semana del 11 al 13 de junio de 2004 en el Circuito de Barcelona-Cataluña, situado en Montmeló, España. La carrera de MotoGP fue ganada por Valentino Rossi, seguido de Sete Gibernau y Marco Melandri. Randy de Puniet ganó la prueba de 250cc, por delante de Dani Pedrosa y Toni Elías. La carrera de 125cc fue ganada por Héctor Barberá, Andrea Dovizioso fue segundo y Pablo Nieto tercero.

## Resultados MotoGP
| Pos | Piloto            | Constructor | Tiempo/Retirado | Parrilla | Puntos |
| --- | ----------------- | ----------- | --------------- | -------- | ------ |
| 1   | Valentino Rossi   | Yamaha      | 44:03.255       | 2        | 25     |
| 2   | Sete Gibernau     | Honda       | +0.159          | 1        | 20     |
| 3   | Marco Melandri    | Yamaha      | +13.923         | 5        | 16     |
| 4   | Carlos Checa      | Yamaha      | +19.213         | 12       | 13     |
| 5   | Colin Edwards     | Honda       | +21.205         | 11       | 11     |
| 6   | Rubén Xaus        | Ducati      | +22.847         | 7        | 10     |
| 7   | Shinya Nakano     | Kawasaki    | +24.014         | 13       | 9      |
| 8   | Max Biaggi        | Honda       | +24.104         | 4        | 8      |
| 9   | Norifumi Abe      | Yamaha      | +35.676         | 18       | 7      |
| 10  | Loris Capirossi   | Ducati      | +40.775         | 15       | 6      |
| 11  | Alex Hofmann      | Kawasaki    | +40.862         | 14       | 5      |
| 12  | Neil Hodgson      | Ducati      | +56.157         | 17       | 4      |
| 13  | Shane Byrne       | Aprilia     | +1:03.679       | 20       | 3      |
| 14  | Andrew Pitt       | Moriwaki    | +1:05.933       | 22       | 2      |
| 15  | Nobuatsu Aoki     | Proton      | +1:18.1Ret      | 24       | 1      |
| 16  | Michel Fabrizio   | Harris WCM  | +1:18.515       | 25       |        |
| 17  | Kenny Roberts Jr  | Suzuki      | +1 Vuelta       | 16       |        |
| 18  | Chris Burns       | Harris WCM  | +5 Vueltas      | 26       |        |
| Ret | Gregorio Lavilla  | Suzuki      | Retirado        | 21       |        |
| Ret | Troy Bayliss      | Ducati      | Retirado        | 10       |        |
| Ret | John Hopkins      | Suzuki      | Retirado        | 8        |        |
| Ret | Nicky Hayden      | Honda       | Retirado        | 3        |        |
| Ret | Makoto Tamada     | Honda       | Retirado        | 9        |        |
| Ret | Kurtis Roberts    | Proton      | Retirado        | 23       |        |
| Ret | Alex Barros       | Honda       | Retirado        | 6        |        |
| DNS | Jeremy McWilliams | Aprilia     | DNS             |          |        |

## Resultados 250cc
| Pos | Piloto            | Constructor | Tiempo/Retirado | Parrilla | Puntos |
| --- | ----------------- | ----------- | --------------- | -------- | ------ |
| 1   | Randy de Puniet   | Aprilia     | 41:29.955       | 1        | 25     |
| 2   | Dani Pedrosa      | Honda       | +0.109          | 2        | 20     |
| 3   | Toni Elías        | Honda       | +9.521          | 5        | 16     |
| 4   | Sebastián Porto   | Aprilia     | +20.871         | 3        | 13     |
| 5   | Fonsi Nieto       | Aprilia     | +34.337         | 6        | 11     |
| 6   | Hiroshi Aoyama    | Honda       | +37.569         | 13       | 10     |
| 7   | Sylvain Guintoli  | Aprilia     | +42.087         | 7        | 9      |
| 8   | Alex Debón        | Honda       | +45.850         | 16       | 8      |
| 9   | Anthony West      | Aprilia     | +45.938         | 19       | 7      |
| 10  | Franco Battaini   | Aprilia     | +46.235         | 10       | 6      |
| 11  | Eric Bataille     | Honda       | +50.694         | 14       | 5      |
| 12  | Alex Baldolini    | Aprilia     | +50.980         | 24       | 4      |
| 13  | Chaz Davies       | Aprilia     | +56.785         | 21       | 3      |
| 14  | Naoki Matsudo     | Yamaha      | +56.895         | 15       | 2      |
| 15  | Jakub Smrž        | Honda       | +57.366         | 18       | 1      |
| 16  | Héctor Faubel     | Aprilia     | +58.164         | 20       |        |
| 17  | Erwan Nigon       | Yamaha      | +1:32.322       | 22       |        |
| 18  | Taro Sekiguchi    | Yamaha      | +1 Vuelta       | 26       |        |
| 19  | Jarno Ronzoni     | Yamaha      | +1 Vuelta       | 27       |        |
| 20  | David Fouloi      | Aprilia     | +1 Vuelta       | 29       |        |
| Ret | Manuel Poggiali   | Aprilia     | Retirado        | 9        |        |
| Ret | Roberto Rolfo     | Honda       | Retirado        | 8        |        |
| Ret | Alex de Angelis   | Aprilia     | Retirado        | 4        |        |
| Ret | Joan Olivé        | Aprilia     | Retirado        | 11       |        |
| Ret | Grégory Lefort    | Aprilia     | Retirado        | 12       |        |
| Ret | Hugo Marchand     | Aprilia     | Retirado        | 17       |        |
| Ret | Johann Stigefelt  | Aprilia     | Retirado        | 23       |        |
| Ret | Dirk Heidolf      | Aprilia     | Retirado        | 25       |        |
| DNS | Max Sabbatani     | Yamaha      | DNS             | 28       |        |
| DNQ | José Luis Cardoso | Yamaha      | DNQ             |          |        |

## Resultados 125cc
| Pos | Piloto                   | Constructor | Tiempo/Retirado | Parrilla | Puntos |
| --- | ------------------------ | ----------- | --------------- | -------- | ------ |
| 1   | Héctor Barberá           | Aprilia     | 41:17.986       | 2        | 25     |
| 2   | Andrea Dovizioso         | Honda       | +0.016          | 8        | 20     |
| 3   | Pablo Nieto              | Aprilia     | +0.342          | 4        | 16     |
| 4   | Casey Stoner             | KTM         | +0.400          | 3        | 13     |
| 5   | Jorge Lorenzo            | Derbi       | +0.548          | 1        | 11     |
| 6   | Álvaro Bautista          | Aprilia     | +0.733          | 12       | 10     |
| 7   | Marco Simoncelli         | Aprilia     | +7.907          | 13       | 9      |
| 8   | Mike Di Meglio           | Aprilia     | +10.793         | 9        | 8      |
| 9   | Mika Kallio              | KTM         | +13.431         | 15       | 7      |
| 10  | Mirko Giansanti          | Aprilia     | +13.513         | 7        | 6      |
| 11  | Mattia Pasini            | Aprilia     | +14.242         | 17       | 5      |
| 12  | Steve Jenkner            | Aprilia     | +14.333         | 10       | 4      |
| 13  | Gioele Pellino           | Aprilia     | +16.209         | 22       | 3      |
| 14  | Julián Simón             | Aprilia     | +22.605         | 11       | 2      |
| 15  | Ángel Rodríguez Campillo | Derbi       | +22.655         | 28       | 1      |
| 16  | Dario Giuseppetti        | Honda       | +22.773         | 23       |        |
| 17  | Gábor Talmácsi           | Malaguti    | +22.961         | 14       |        |
| 18  | Youichi Ui               | Aprilia     | +23.575         | 18       |        |
| 19  | Imre Tóth                | Aprilia     | +40.669         | 19       |        |
| 20  | Andrea Ballerini         | Aprilia     | +42.929         | 25       |        |
| 21  | Sergio Gadea             | Aprilia     | +51.446         | 27       |        |
| 22  | Stefano Perugini         | Gilera      | +58.908         | 20       |        |
| 23  | Jordi Carchano           | Aprilia     | +58.995         | 29       |        |
| 24  | Manuel Hernández         | Aprilia     | +59.548         | 26       |        |
| 25  | Mikko Kyyhkynen          | Honda       | +1:17.227       | 31       |        |
| 26  | Enrique Jerez            | Aprilia     | +1:36.638       | 35       |        |
| 27  | Vesa Kallio              | Aprilia     | +1:48.618       | 30       |        |
| 28  | Jordi Planas             | Aprilia     | +1 Vuelta       | 36       |        |
| Ret | Mattia Angeloni          | Honda       | Retirado        | 34       |        |
| Ret | Lukáš Pešek              | Honda       | Retirado        | 5        |        |
| Ret | Roberto Locatelli        | Aprilia     | Retirado        | 6        |        |
| Ret | Gino Borsoi              | Aprilia     | Retirado        | 24       |        |
| Ret | Fabricio Perren          | Honda       | Retirado        | 32       |        |
| Ret | Manuel Manna             | Malaguti    | Retirado        | 33       |        |
| Ret | Simone Corsi             | Honda       | Ret             | 16       |        |
| DNS | Fabrizio Lai             | Gilera      | DNS             |          |        |